# Giovanni da Verrazano
Giovanni da Verrazano (Verrazzano) (oko 1485. – 1528. godine) je bio rani talijanski istraživač Sjeverne Amerike.  Verrazano je služio francuskoj mornarici, kada je bilo odlikovan kao najznačajniji europski istraživač atlantske obale SAD-a i Kanade, uključujući luku New York, na kojoj most Verrazano Narrows Bridge nosi ime u njegovu čast.

## Životopis
Giovanni da Verrazano se rodio u Val di Greveu, blizu Firence, u Toskani u Italiji oko 1485. godine, a umro je oko 1528. godine u Malim Antilima.
Iako je Verrazano ostavio detaljne spise o svojim putovanjima po Sjevernoj Americi, mnogi ostali detalji o njegovom životu su ostali nepoznati. Kada je odrastao (oko 1506. – 1507. godine) preselio se u mjesto po imenu Dieppe, tražeći posao mornara. Išao je na par putovanja u istočni Mediteran, te vjerojatno posjetio Newfoundland.

## Vanjske poveznice
- Biografija na Dictionary of Canadian Biography Online